# 恋のかけひき (映画)
『恋のかけひき』（こいのかけひき、英語: Breakfast at Sunrise）は、マルコム・セント・クレアが監督し、コンスタンス・タルマッジが制作/主演を務め、1927年に制作されたサイレントの喜劇映画。配給は、ファースト・ナショナル映画。
プリントは、ジョージ・イーストマン博物館とアメリカ議会図書館に保存されている。

## あらすじ
パリに新築開業した豪華ホテルは、満室を装うために、サクラの客を雇い入れていた。米国の富豪令嬢マドレーヌ・リイは、ディーナーで、サクラで実は破産しているピエール・リュッサンと同席することになる。マドレーヌの恋人であるセリゼー侯爵は、病気と称して彼女とのディナーを断っていたのだが、別の女性を連れてレストランに現れる。...

## キャスト
- コンスタンス・タルマッジ - マドレーヌ・リイ (Madeleine Lee)
- ブライアント・ウォッシュバーン（英語版） - セリゼー侯爵 (Marquis de Cerisey)
- アリス・ホワイト（英語版） - ルウルウ (Loulou)
- ポーレット・デュヴァル（英語版） - ジョルジアーナ (Georgiana)/クレア (Clair)
- マリー・ドレスラー - ソフィア女王 (Queen Sophia)
- アルバート・グラン（英語版） - シャンピニョール (Champignol)
- バー・マッキントッシュ（英語版） - ヴィブラシオン将軍 (General Vibration)
- デイヴィッド・マー (David Mir) - シリル・ニトウィッツ公爵 (Prince Cyril Nitwitz)
- ドン・アルヴァラド（英語版） - ピエール・リュッサン (Pierre Lussan)
- ネリー・ブライ・ベイカー（英語版） - メイン、マドレーヌの侍女 (Main, Madeleine's Maid)